# International Ultramarine Corps
L'International Ultramarine Corps, ex Ultramarine Corps, è un team immaginario di supereroi pubblicato dalla DC Comics. Comparve per la prima volta in DC One Million n. 2 (novembre 1998), e furono creati da Grant Morrison e Howard Porter.

## Storia
Il Corpo fu creato come squadra finanziata e sponsorizzata direttamente dal governo degli Stati Uniti d'America in risposta alla indipendente Justice League of America. Guidata dal Generale Wade Eiling, i membri originali furono Flow, 4-D, Pulse 8, e Warmaker One. Durante un conflitto con la JLA, la IUC capì che Eiling era pericolosamente matto e che si trovavano dal lato sbagliato; si unirono quindi alla League contro il proprio leader.
Sviluppata una forte sfiducia verso il governo, il Corpo si auto dichiarò indipendente da ogni nazione e costruì una città libera fluttuante in cui dimorare, che soprannominarono Superbia e che ubicarono sopra le rovine di Montevideo. Misero un appello indirizzato a tutti i supereroi ostili perché si unissero alla loro città, e ricevettero un gran numero di risposte dal tutto il globo, sebbene la popolazione totale e quella demografica di Superbia siano sconosciute.
Con la Justice League misteriosamente assente, il Corpo rispose ad un attacco di Gorilla Grodd a Kinshasa, capitale della Repubblica Democratica del Congo. Sconosciuto alla squadra, questo piano era un'incursione preliminare dei saltatori interdimensionali Sheeda, che nel battersi contro di loro fu sconfitta. Superbia fu spazzata via dal cielo, causando la morte di numerose vittime in entrambe le popolazioni, ed un gran numero di membri del Corpo furono uccisi da Grodd e dagli Sheeda, guidati da Nebula Man. Squire, un membro recluta del Corpo avvertì Batman che mise in atto un tentativo di salvataggio, che si rivelò un'eclatante sconfitta finché la nuova e riformata League (aiutata da Squire ad uscire dall'universo anti-materiale di Qward) non comparve a dare una mano.
Messo in disgrazia, il Corpo era in procinto di sciogliersi quando Superman non suggerì loro di entrare nell'universo in miniatura e di agire come suoi difensori. Si scoprì successivamente che fallirono questo salvataggio. Sebbene il loro ritorno non fu mostrato, i membri Knight II, Squire III, Vixen e il Diavolo della Tasmania ricomparvero di recente.
Il gruppo si vide ultimamente nelle pagine di Crisi finale, apparendo in un cameo nel n. 4, in cui Superbia era una delle "Torri di Guardia" dove gli eroi tenevano all'esterno le forze di Darkseid. Infine, si vide Superbia cadere dal cielo dopo un attacco aereo. Lo status del gruppo dopo la caduta è sconosciuto.

## Membri fondatori

### Warmaker One
Warmaker One è il Tenente Colonnello Scott Sawyer, il cui corpo è composto di un tipo di energia che trapassa la normale realtà, e che come tale, indossa un costume di contenimento tecnologicamente avanzato. La sua armatura è equipaggiata con dei razzi e l'abilità di "trasmettere" suoni e altre informazioni sensoriali, permettendogli di sopraffare i super sensi di Superman.

### Flow
Flow è il Maggiore Dan Stone, una creatura d'acqua vivente. Con il tempo, Flow divenne sempre più mostruoso e meno umano nelle sue apparizioni, e cambiò il suo nome in Glob.

### 4-D
4-D è una donna afro-americana, il Capitano Lea Corben, a cui furono donati i poteri di cambio di dimensioni, così da poter diventare mono-, bi-, tri- o addirittura quadri-dimensionale con la sola forza di volontà, rendendola difficile da catturare ed imprigionare. Con parole sue, affermò anche di avere l'abilità di assorbire il potere "dalle altre dimensioni e di portarle nella Terza Dimensione" e di poter super cambiare i colpi con cui avrebbe dovuto aver a che fare; riuscì a mettere fuori gioco Wonder Woman con un singolo colpo.

### Pulse 8
Pulse 8 è il Capitano John Wether. Pulse 8 poteva originariamente controllare le forze fondamentali dell'universo, come la forza di gravità, l'elettromagnetismo e cose così. la sua apparizione più recente, come Il Maestro lo mostrò mentre riscriveva letteralmente la realtà utilizzando una cosa chiamata "Tastiera Quantica". Non si sa se questo è uno sviluppo dei suoi poteri preesistenti, o un nuovo potere, o un modo diverso di descrivere i suoi poteri.

## Membri successivi

### Knight
Knight è Cyril Sheldrake, un eroe in costume britannico che prese l'ispirazione da Batman. Cyril è il secondo Knight, che servì sotto il Knight originale (suo padre, Earl di Wordenshire) come suo Squire. Cyril ha un atteggiamento rozzo, ma ingaggia una relazione amichevole, ma sempre con l'aggiunta di battutine razziste, con il suo compagno di squadra irlandese Jack O'Lantern.

### Squire
Squire è Beryl Hutchinson, una supereroina molto simile a Robin. Beryl è un'esperta di comunicazioni e relative tecnologie, riuscendo addirittura a leggere i modelli informativi solo toccandoli. È una ragazza coraggiosa e con una grande forza di volontà, e si preoccupa grandemente per Cyril.

### Goraiko
Goraiko è una super forte, super densa ed enorme supereroina giapponese apparentemente composto dell'energia fisica di una giovane ragazza che risiede in una specie di camera di deprivazione sensoriale. Goraiko si esprime solo attraverso l'haiku e le equazioni matematiche. La ragazza possiede una bambola in uno scrigno che sembra essere l'ispirazione della sua forma, ma non si sa se sia necessaria per la manifestazione della stessa Goraiko. Goraiko è un membro fondatore della squadra giapponese equivalente della JLA, una squadra di nome Big Science Action.

### Jack O'Lantern
Jack O'Lantern è Liam McHugh, un patriota irlandese che utilizza i poteri mistici derivanti da un'antica lanterna magica. È straordinariamente agile e, sebbene Knight schernisca il suo fisico asciutto e snello, molto più forte di quanto sembri.

### Vixen
Vixen è Mary Jiwe McCabe, una super modella africana ed un'eroina veterana che fu parte di numerose squadre, incluse la Justice League e la Suicide Squad. È tuttora un membro attivo della JLA.

### Olympian
Olympian è Aristides Demetrios, l'eroe nazionale greco. Indossa il mitico vello d'oro, che contiene le anime e le abilità di numerosi eroi greci, e come risultato, può utilizzare molte delle loro abilità, come la leggendaria forza di Ercole. C'è un solo inconveniente; la presenza di troppe menti all'interno della sua spesso lo confonde, facendo sembrare che abbia una doppia personalità. durante la sua comparsa più recente, fu descritto come il "disgraziato schizofrenico Superman della Grecia", implicando che questo disordine di personalità lo portò ad una specie di imbarazzo pubblico.

### Kid Impala
Kid Impala è il successore di M'Bulaze, eroe Zulù Sud Africano conosciuto come Impala.

### Diavolo della Tasmania
Il Diavolo della Tasmania è Hugh Dawkins, il metaumano protettore dell'Australia, e rinomato eroe con l'abilità di tramutarsi in un enorme Diavolo della Tasmania mannaro, un "Diavolo-Mannaro". Fu ucciso dal super criminale Prometeo.

### Sirenetta
Ulla Paske di Danimarca: un'eroina adolescente nata da un custode di un faro danese e da una donna atlantidea.

### Fleur-de-Lis
Una combattente del crimine dal Québec. La sua identità segreta è Noelle Avril.

## Comparse
- DC One Million n. 2, novembre 1998;
- JLA n. da 24 a 26, da dicembre 1998 a febbraio 1999;
- JLA: Classified n. da 1 a 3, da gennaio 2005 a marzo 2005;
- Frankenstein n. 4 2007;

### Edizioni da collezione
Le loro comparse furono raccolte tutte in una serie da collezione, tutte scritte da Grant Morrison:
- DC One Million (con Val Semeiks, DC, mini serie da 4 numeri, 1998, tpb, 2004 ISBN 1-4012-0320-5);
- JLA: Justice for All (con Howard Porter & John Dell, contiene JLA n. da 24 a 33, 1999, ISBN 1-56389-511-0);
- JLA: Ultramarine Corps (con Ed McGuiness & Dexter Vines, contiene JLA Classified da 1 a 3, DC, storia di 3 numeri, 2004, 144 pagine, ottobre 2007, ISBN 1-4012-1564-5);